# Die Schwarzen Führer
Die Schwarzen Führer ist der Name einer Buchreihe, die im Eulen Verlag erschien. Es handelt sich um Reiseführer für solche Leser, die sich für Sagen und Mysterien interessieren. In den Bänden werden jeweils etwa 200 historische Stätten einer Region und die damit verbundenen Geschichten in ihren Grundzügen vorgestellt. Im Anhang werden Quellen und weiterführende Literatur genannt. Der Verlag plant keine Neuauflage.
Der Buchverlag König mit Sitz in Greiz bringt ab 2008 die Bände Rheinland, München-Oberbayern, Südliches Niedersachsen, Berlin-Brandenburg, Niederbayern-Oberpfalz, Saar und Saarland, Thüringen und Westfalen aktualisiert unter dem Titel Magisches Deutschland neu heraus.

## Bände
- Stefan Nuding: Die Schwarzen Führer – Bergisches Land. 1997, ISBN 978-3-89102-421-8.
- Reinhild Zuckschwerdt: Die Schwarzen Führer – Berlin-Brandenburg. 1999, ISBN 978-3-89102-429-4.
- Johanna M. Ziemann: Die Schwarzen Führer – Deutschland. 2000, ISBN 978-3-89102-440-9.
- Jörg Bartscher-Kleudgen: Die Schwarzen Führer – Eifel, Mosel. 2002, ISBN 978-3-89102-434-8.
- Peter J. Bräunlein: Die Schwarzen Führer – Franken. 2. Auflage, 2004, ISBN 978-3-89102-123-1.
- Astrid Paulsen, Ulrike Looft-Gaude: Die Schwarzen Führer – Hamburg, Schleswig-Holstein. 1998, ISBN 978-3-89102-426-3.
- Frank Winkelmann: Die Schwarzen Führer – Hannover, Südliches Niedersachsen. 2000, ISBN 978-3-89102-435-5.
- Werner Bartens: Die Schwarzen Führer – Der Harz. 1997, ISBN 978-3-89102-420-1.
- Johanna M. Ziemann: Die Schwarzen Führer – Hessen, Südlicher Teil. 1999, ISBN 978-3-89102-428-7.
- Hartmut Schmied: Die Schwarzen Führer – Mecklenburg-Vorpommern. 2001, ISBN 978-3-89102-432-4.
- Ingrid Berle, Marie L. Hoffmann, Renate Könke: Die Schwarzen Führer – München, Oberbayern. 1998, ISBN 3-89102-424-X.
- Ingrid Berle, Marie L. Hoffmann, Renate Könke: Die Schwarzen Führer – Niederbayern, Oberpfalz. 2000, ISBN 978-3-89102-430-0.
- Claudia Liebers: Die Schwarzen Führer – Nordwestdeutschland. 2. Auflage 1996, ISBN 978-3-89102-122-4.
- Ingrid Berle, Hildegard Gerlach: Die Schwarzen Führer – Rheinland. 2001, ISBN 3-89102-433-9.
- Gabriele Oberhauser, Fred Oberhauser: Die Schwarzen Führer – Saarland, Die Saar. 2000, ISBN 978-3-89102-431-7.
- Frank Winkelmann: Die Schwarzen Führer – Sachsen. 1997, ISBN 978-3-89102-423-2.
- Hildegard Gerlach (Red.): Die Schwarzen Führer – Sachsen-Anhalt. 1999, ISBN 3-89102-427-4.
- Erich Viehöfer: Die Schwarzen Führer – Schwaben. Bodensee. Mit einer Einführung von Lutz Röhrich. 2. Auflage 1996, ISBN 3-89102-121-6.
- Ines Heim: Die Schwarzen Führer – Schwarzwald. 2. Auflage, 1994, ISBN 978-3-89102-120-0.
- Rainer Hohberg: Die Schwarzen Führer – Thüringen 1998, ISBN 978-3-89102-425-6.
- Renate Schmidt-Vogt, Gustav-Adolf Schmidt: Die Schwarzen Führer – Westfalen. 1997, ISBN 978-3-89102-422-5.